# Scotodipnus mayeti
Scotodipnus mayeti is een keversoort uit de familie van de loopkevers (Carabidae). De wetenschappelijke naam van de soort is voor het eerst geldig gepubliceerd in 1892 door Abeille de Perrin.